# جيل عزابة
جيل عزابة، هو نادي جزائري لكرة القدم تأسس عام 2020 ومقره في مدينة العزبة، في ولاية سكيكدة.

## التاريخ
يعد جيل عزابة من الفرق التي صنعت الاستثناء سنوات التسعينات، حيث كان يلقب بالحصان الأسود في بطولة القسم الثاني، وكانت جميع الفرق الكبيرة والعريقة تحسب له ألف حساب، خاصة بملعب الشهيد بوستة الذي كان يسمى بمقبرة المنافسين.